# Yao Wenyuan
Pour les articles homonymes, voir Yao.
Yao Wenyuan (chinois simplifié et chinois traditionnel : 姚文元) est un dirigeant communiste chinois, né en 1931 et mort le 23 décembre 2005.

## Biographie
Idéologue de la bande des Quatre avec Jiang Qing, Wang Hongwen et Zhang Chunqiao, Yao Wenyuan est surnommé le « Canonnier de Mao » pour avoir lancé la première salve de la révolution culturelle (1966-1976). Le 10 novembre 1965, alors qu'il est journaliste, il devient célèbre en critiquant une pièce de théâtre de Wu Han, l'un des vices-maires de Pékin. En fait, sous une apparence académique, son article attaque vivement les opposants du « Grand Timonier » dans les rangs du Parti communiste chinois.
En 1967, il prend la direction du Quotidien du peuple, l'organe central du Parti, et en 1969, il entre au 9e Politburo du Parti communiste chinois et occupe la place de « numéro deux » dans la municipalité de Shanghaï derrière Zhang Chunqiao. À l’époque, il est présenté par Radio Moscou comme le successeur probable de Mao Zedong. Il est toujours membre du 10e Politburo du PCC.
Un mois après la mort de Mao Zedong en septembre 1976, les membres de la bande des Quatre sont arrêtés par une unité d'élite de l'Armée populaire de libération (APL), marquant la fin de la révolution culturelle.
Accusés d'avoir tenté d'assassiner Hua Guofeng, le nouveau dirigeant du parti, un modéré comme Deng, les « Quatre » deviennent les vedettes de ce qui a été appelé la version chinoise des procès de Nuremberg, un procès télévisé mené par trente-cinq juges. Le procès a été considéré par tous les observateurs extérieurs comme une mise en scène de légalité. Également accusés d'être directement responsables de la persécution de 729 511 personnes et de la mort de 34 800 d'entre elles pendant la révolution culturelle, ils ont servi de boucs émissaires au régime entier.
Le 25 janvier 1981, reconnaissant avoir comploté contre Deng Xiaoping, Yao Wenyuan est condamné à vingt ans de prison pour ses « crimes » lors de la révolution culturelle.
Il est libéré en 1996 et meurt le 23 décembre 2005.